# オート＝グレーヌ
オート＝グレーヌ （Haute-Goulaine）は、フランス、ペイ・ド・ラ・ロワール地域圏、ロワール＝アトランティック県のコミューン。
歴史的なブルターニュの一部であり、歴史的にはペイ・ナンテに、伝統的にはヴィニョーブル・ナンテに属している。

## 地理

県におけるオート＝グレーヌの位置

オート＝グレーヌはナント中心部から10km南東にある。
境界を接するコミューンは、サン・ジュリアン・ド・コンセーユ、ル・ロルー・ボトロー、ラ・シャペル＝ウラン、ラ・エ・フアシエール、ヴェルトゥ、バス・グレーヌである。
INSEEがまとめた順位表によれば、オート＝グレーヌは都市型コミューンである。ナント都市単位を構成する24のバンリューの1つである。

## 由来
Goulaineとは、コミューンを流れるグレーヌ川を意味する。オート＝グレーヌは、グレーヌ川下流にあるバス＝グレーヌとは対照的に上流にある。
ガロ語での地名はHautt-Góleinnである。

## 歴史
6世紀、ヴェルトゥの聖マルティヌスに捧げられた礼拝堂が建てられた。聖マルティヌスはナント司教聖フェリックスの弟子であった。
最初聖ラドゴンドを守護聖人としており、同じ時代に小教区となっている。
11世紀から12世紀の間にグレーヌ教区が創設された。最初はオート＝グレーヌもバス＝グレーヌも一つの教区とみなされていたが、1287年より区別されるようになった。
オート＝グレーヌの歴史はグレーヌ家の歴史と同一である。12世紀、ジャン1世・ド・グレーヌはプランタジネット家のヘンリー2世によってナントの知事に任命されていた。14世紀、ジャン2世・ド・グレーヌは、聖マルタンの日に祭りをする権利を取得している。
アンリ4世は、ガブリエル・ド・グレーヌ（妻はマルグリット・ド・ブルターニュ）への好意として、グレーヌ領主を侯爵領に格上げした。1788年、グレーヌ城とその土地はグレーヌ侯爵ジャン・ド・バイユ・アシュの資産となった。その後資産はドミニク・ドゥールブルック（オランダ系のナントの船主かつ商人）が購入した。
17世紀、オート＝グレーヌの面積内にあったクレオン荘園は、セヴィニエ侯爵夫人が所有していた。
1793年、ヴァンデの武装勢力がクレオンおよびラ・ルエに駐留した。

## 人口統計
| 1962年 | 1968年 | 1975年 | 1982年 | 1990年 | 1999年 | 2006年 | 2012年 |
| ------ | ------ | ------ | ------ | ------ | ------ | ------ | ------ |
| 1815   | 1981   | 2582   | 3225   | 3823   | 4930   | 5439   | 5539   |

source=1999年までLdh/EHESS/Cassini、2004年以降INSEE

## 経済
グレーヌのブドウ栽培は、コミューンの主要な経済活動である。その面積の1/4はワインのビジネスに関係がある。現地での生産を特徴付けるのは2種類の白ワイン、ミュスカデ・セーヴル・エ・メーヌ、そしてVDQSワインのグロ・プラン・デュ・ペイ・ナンテである。グロ・プランは元々シャラント原産のブドウ品種である。一方でミュスカデのフォル・ブランシュ種はブルゴーニュ原産ブドウのムロン種からきている。いくつかのワイン、赤とロゼがガメイ種とカベルネ種から少量生産されていることにも注意が必要である。グレーヌ産ワインの評判は、地方や国の大会で数々のメダルを獲得することで認知されている。

## 史跡
- ラ・ルレの鉄塔 - オート＝グレーヌはナント地方のラジオ・テレビの歴史とも密接に関わっている。ラ・ルエ地区に1957年、公共放送局RTF（fr）が鉄塔建設を決めた。現在の鉄塔は2003年に立て替えられたものである。

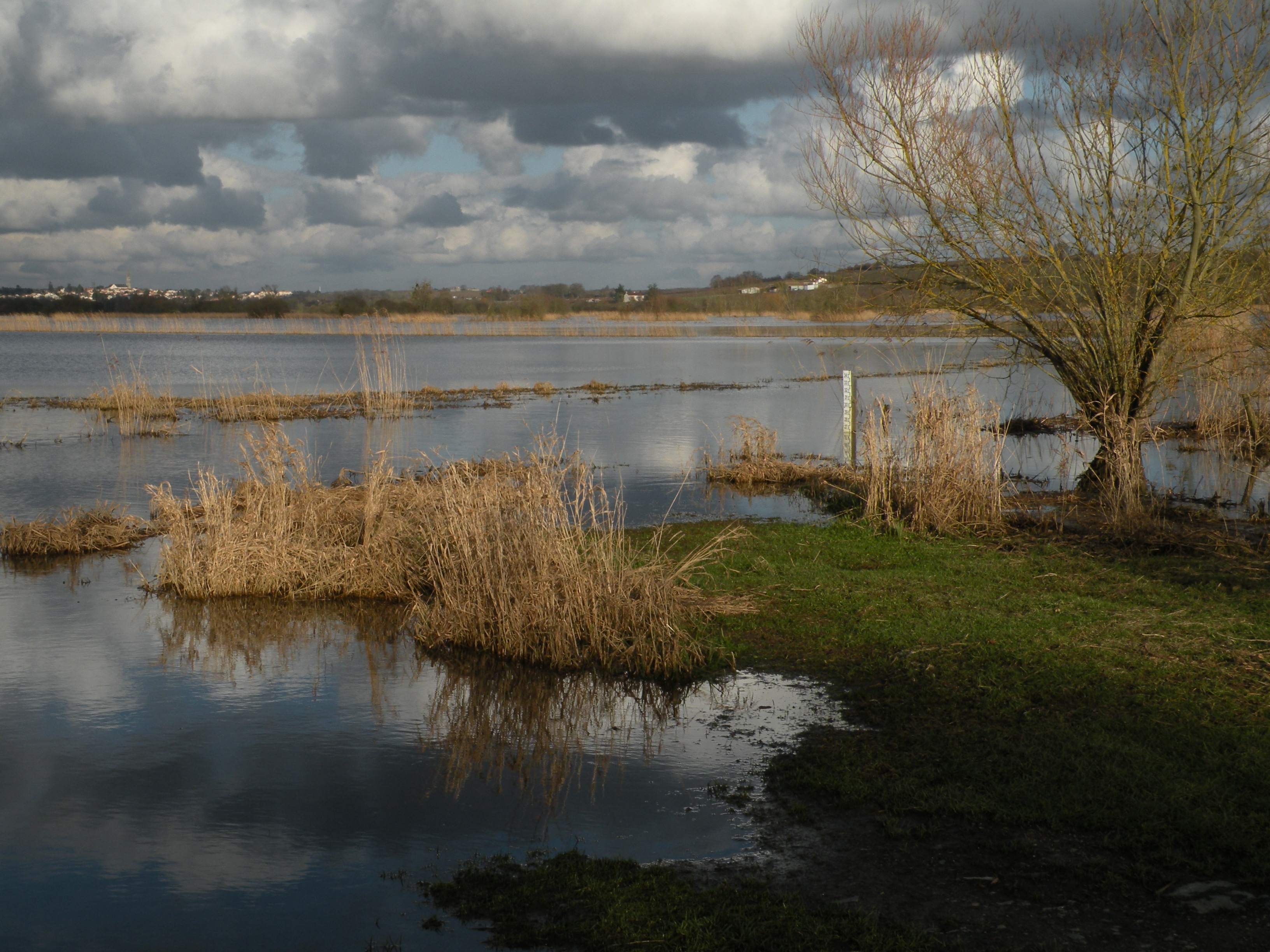
グレーヌ湿地
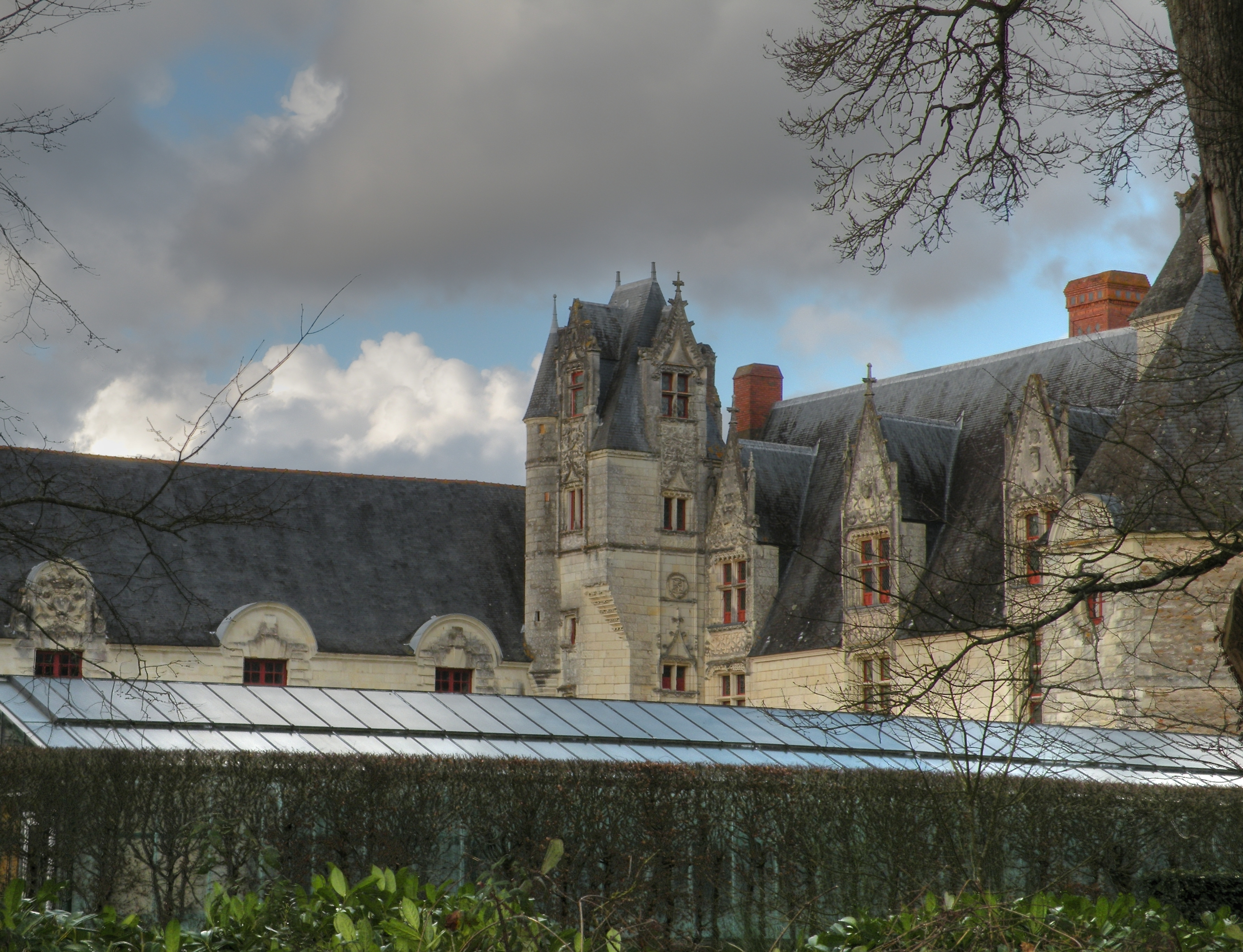
グレーヌ城
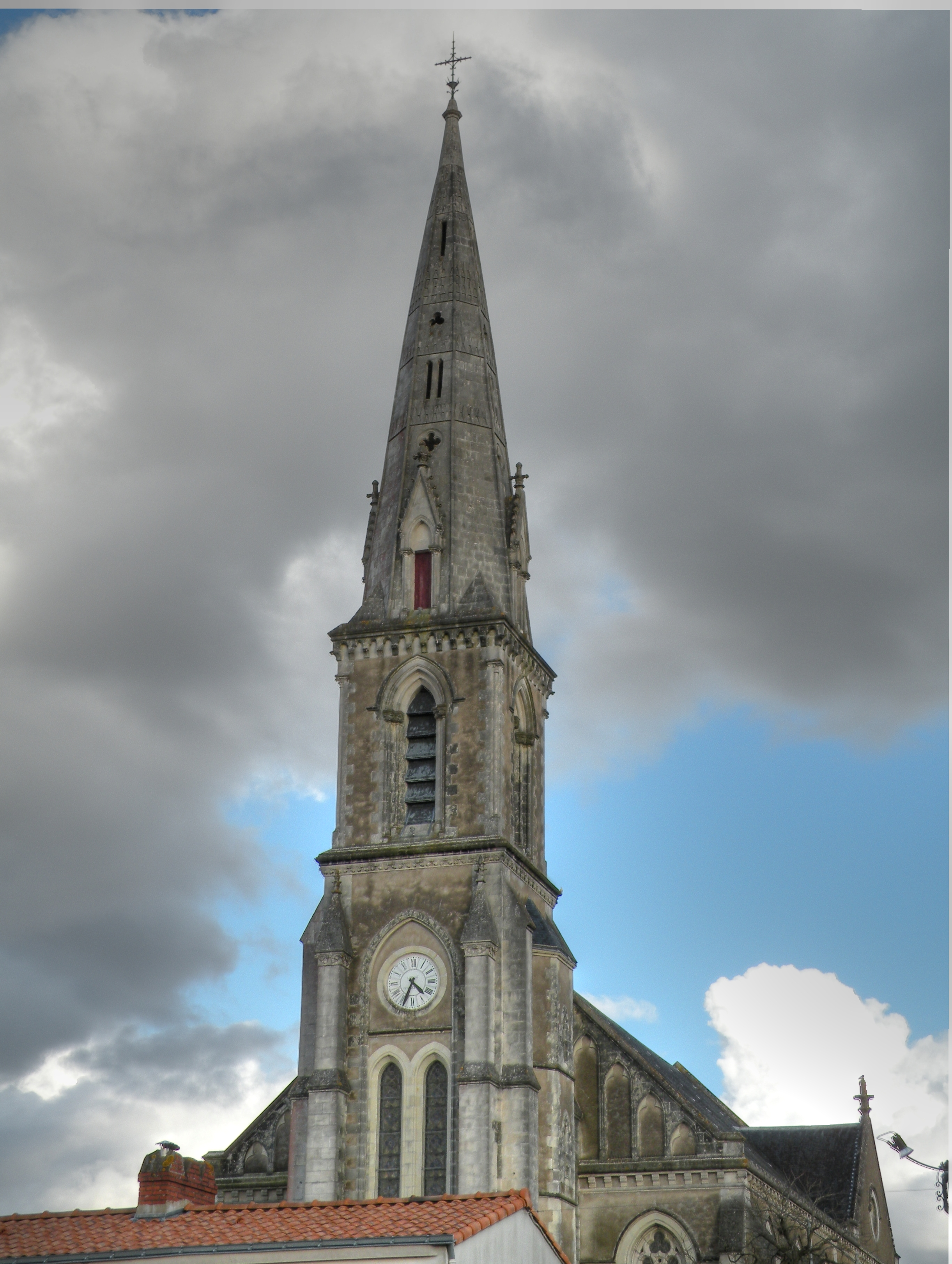
教会
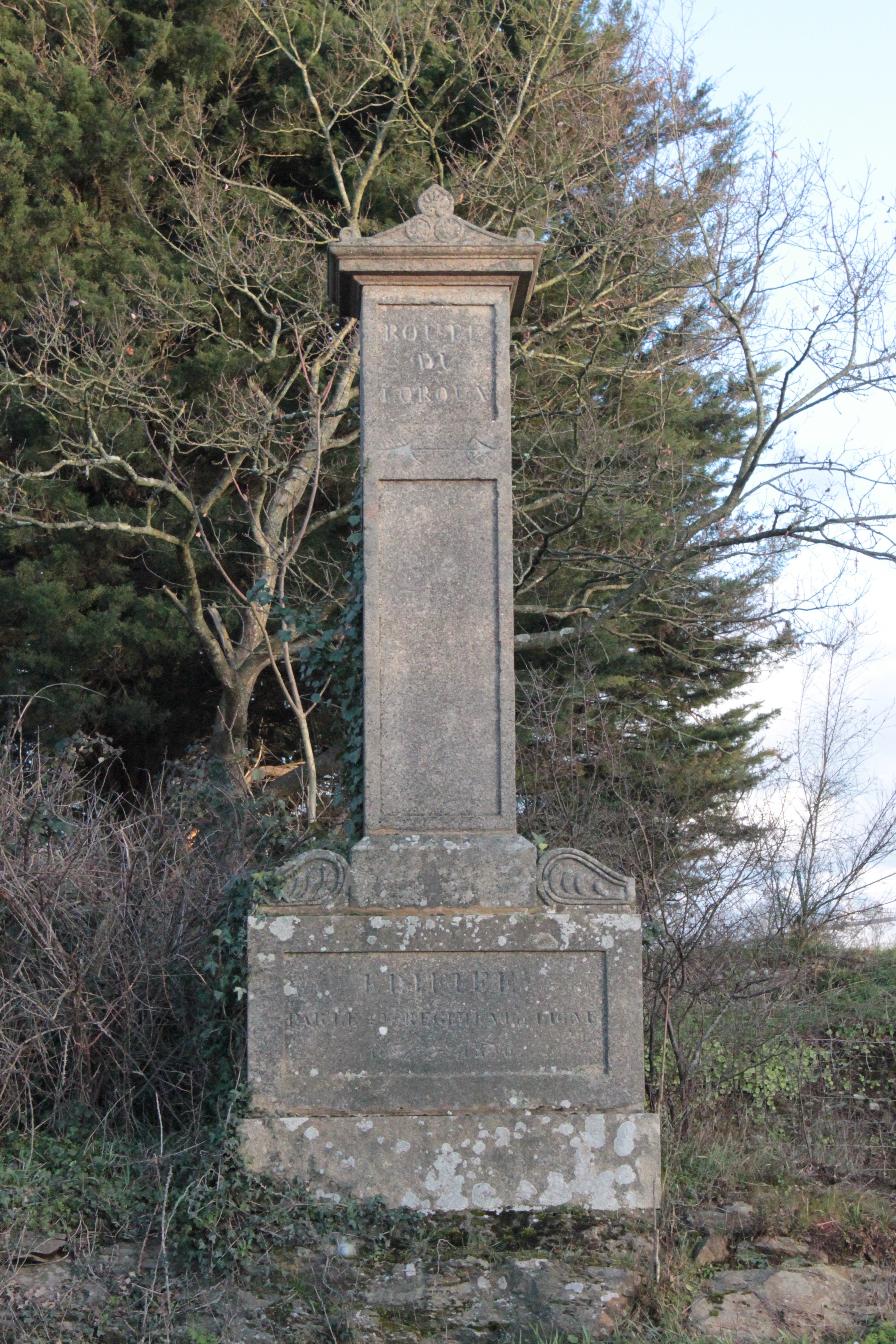
ル・ロルー・ボトローへの途上にある境界標
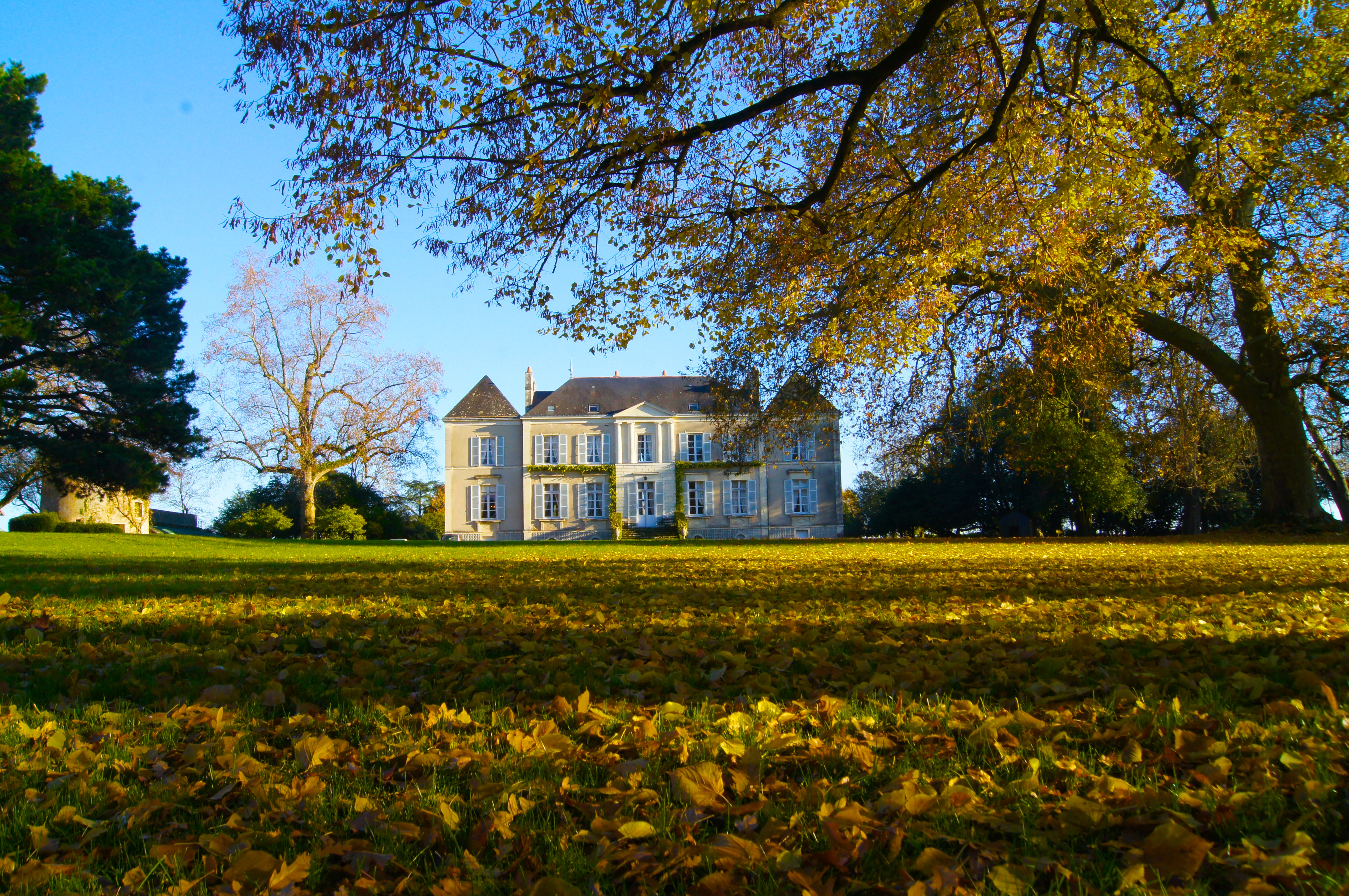
モンティスのヴィラ
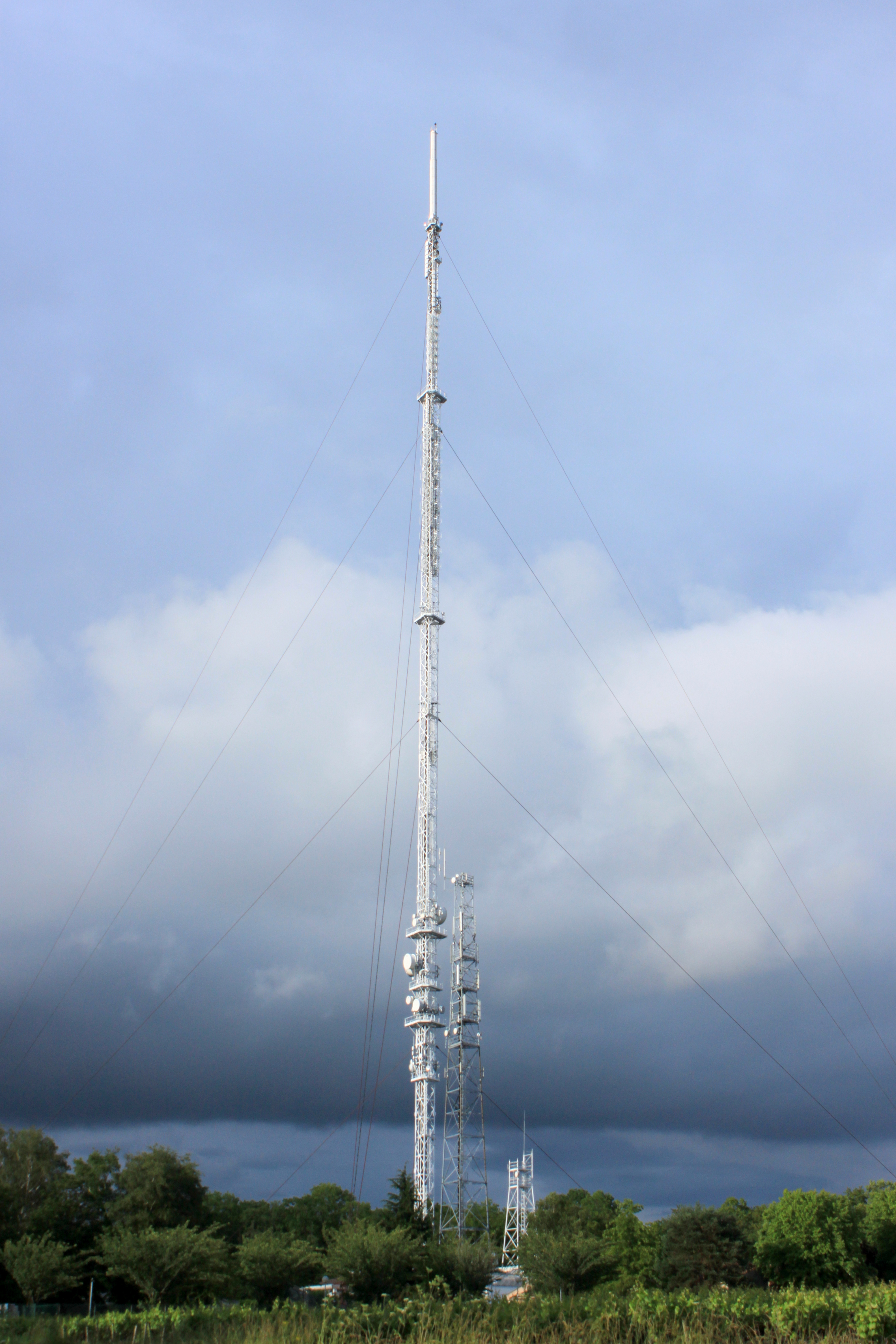
鉄塔

## 姉妹都市
- ペドロ・ヌニェス、スペイン